# Kansas-City-Jazz
Mit dem Kansas-City-Jazz (in der einschlägigen Literatur fast immer Kansas City Jazz geschrieben) entstand in einem kurzen Zeitraum 1926–1938 eine Spielweise des Swing, dort Stomp genannt. Sie ist sehr bluesorientiert und rhythmisch. Es fallen die sich wiederholenden Akkordfolgen und die eindringlichen Riffs der Bläser auf.

Ben Webster, hier 1943, trug zum Kansas-City-Stil bei

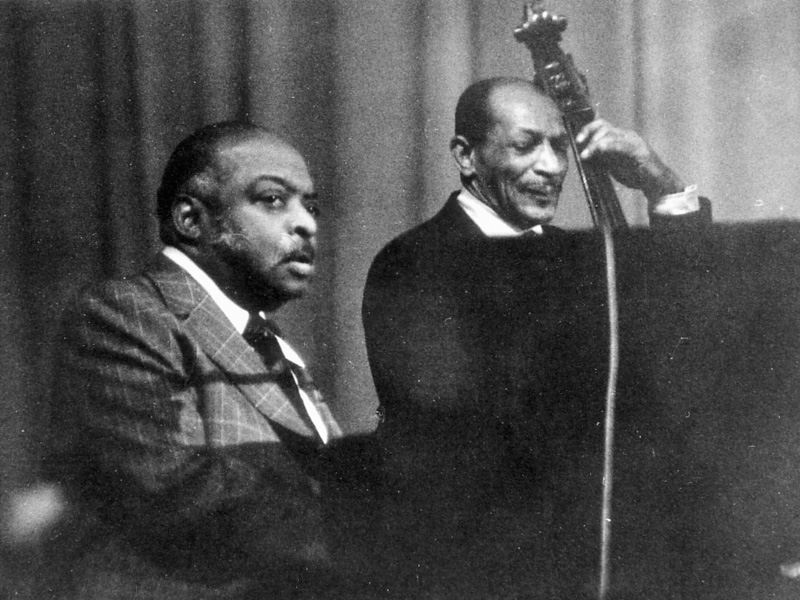
Count Basie 1975 in Köln

Diese in Kansas City, Missouri, entstandene Spielweise ist zuerst durch das Orchester von Bennie Moten bekannt geworden. Die Musik der Bands von Jay McShann und Count Basie steht stellvertretend für den Stil. Diese Swingorchester spielten mit einem trockeneren Ton und in einem fest-stampfenden (stomp-down) und tanzbareren Stil als die Bands der Ostküste der USA.
Überwiegend verwendeten die Stücke einfache Riffs und Head Arrangements. Der Swing und der Bebop übernahmen musikalische Vorstellungen aus dieser Stilrichtung.
Besonders Count Basie machte diesen Kansas-City-Stil überregional in den USA und bald darauf international bekannt.
Auf der einfachen Bluesgrundlage dieses Stils konnten Julia Lee und andere Musiker frühzeitig zum Rhythm & Blues beitragen.

## Abwanderung und städtischer Blues
Ungefähr Anfang der 1920er Jahre spielten für die besondere Ausprägung des Jazz in Kansas City einige Tatsachen eine Rolle: Die Landbevölkerung wanderte zunächst vermehrt in die Stadt ab, wie es auch für Chicago oder Detroit typisch war; der ländliche Blues, den sie mitbrachte, veränderte sich. Er nahm sich städtischer Themen an und verband sich mit der Musik der Städte, zum Beispiel dem Ragtime-Stride. Der Ragtime war in Kansas City immer noch populär, ebenso der frühe Jazz. Instrumentalisten und Sänger setzten sich mit ihren gegenseitigen Stilmitteln zum Nutzen beider auseinander. Der Ragtime-Stride übernahm vokale Phrasierungen. Jeder Jazzstil war in Kansas City zu hören. Dort fand ein Austausch zwischen dem primitiven, rohen und reinen Blues und dem Ragtime-Stride statt.
Der Bluessänger erinnert das Publikum nicht nur nostalgisch an „die guten alten (ländlichen) Zeiten“ (down home), sondern musste sich mit dem modernen aktuellen Ausdruck der Menschen und ihren Einstellungen zur Stadt auseinandersetzen. Zuerst begannen die Ragtimeklavierspieler die Bluessänger zu begleiten, was ihren Stil erweiterte, denn sie mussten sich ihnen anpassen und sich vokal umorientieren. Oft hatten dennoch die Sänger ein rhythmisches Konzept, das nicht mit dem Begleiter zusammenpasste; das alles hinderte aber beide nicht, miteinander zu spielen und aufzunehmen.
Der entstehende Urban Blues drückte das Stadtleben, die Industrialisierung, Tanzmusik, Partymusik und persönliches Vergnügen aus. Die Musik entwickelte sich weiter und forderte zu kollektiven Aktionen mit sozialer Funktion auf. Der ursprüngliche Sound des Blues wurde oft erhalten und in die neuen Stile eingebracht. In Kansas City wurde der instrumentale Blues in einen orchestralen Stil ausgeformt, der Blues-Riffs, Breaks und andere Erfindungen übernahm, die die Pianisten wie Mary Lou Williams, Benny Moten, Count Basie, Pete Johnson und Jay McShann aus Boogie Woogie, anderen Bluesstilen, Ragtime-Stride und dem aufkeimenden Swingstil entwickelten, und der in den folgenden Jahren großen Einfluss auszuüben begann.
Lokal gab es in Kansas City Musikgruppen, die zwischen 8 und 10 Personen umfassten und entsprechend Eight-Piece Band, Ten-Piece-Band usw. genannt wurden. Bereits vor Entstehung des Jazz gingen aus den Militärkapellen großformatige afro-amerikanische Konzertbands hervor, die Kansas City mit einem gemischten Programm unterhielten: Klassische Konzertmusik, Märsche, Populäres, Plantagenlieder und Spirituals. Einer ihrer Lehrer, Major N. Clark Smith, bildete diese Gruppen mit militärischem Drill in grundlegender Musiktheorie und Aufführungspraxis aus, und ein anderer Lehrer, Professor Charles T. Watts, gründete ein privates Musikinstitut, wo er Schüler unterrichtete. Es gab den 1917 gegründeten Verein Musicians’ Protective Union, Local No. 627 (kurz Musicians Local No. 627) mit seinem langjährigen angesehenen Leiter, President William Shaw. Die Musicians Local verpflichtete die Mitglieder zur Teilnahme an einem jährlichen Umzug, setzte Mindestlöhne und eine Art Tarifvertrag für Mitglieder durch und übernahm so zu einer Zeit gewerkschaftliche Aufgaben, als Afroamerikaner häufig noch aus Gewerkschaften ausgeschlossen waren.
Im allgemeinen Tief der Weltwirtschaftskrise, mit der Prohibition, mit der Sehnsucht nach süßlicher Musik auf Kosten des Blues und mit einer Politik des New Deal setzte die Beliebtheit der neuen Jazzmusik in Kansas City und Teilen des Südwestens hoffnungsvolle Zeichen. Während im ganzen Land die Speakeasys, Rough and Ready Taverns (Brettertavernen) schlossen, blieb der Blues in Kansas City und im Südwesten der USA weiter beliebt.

## Kansas Citys „Wirtschaft“

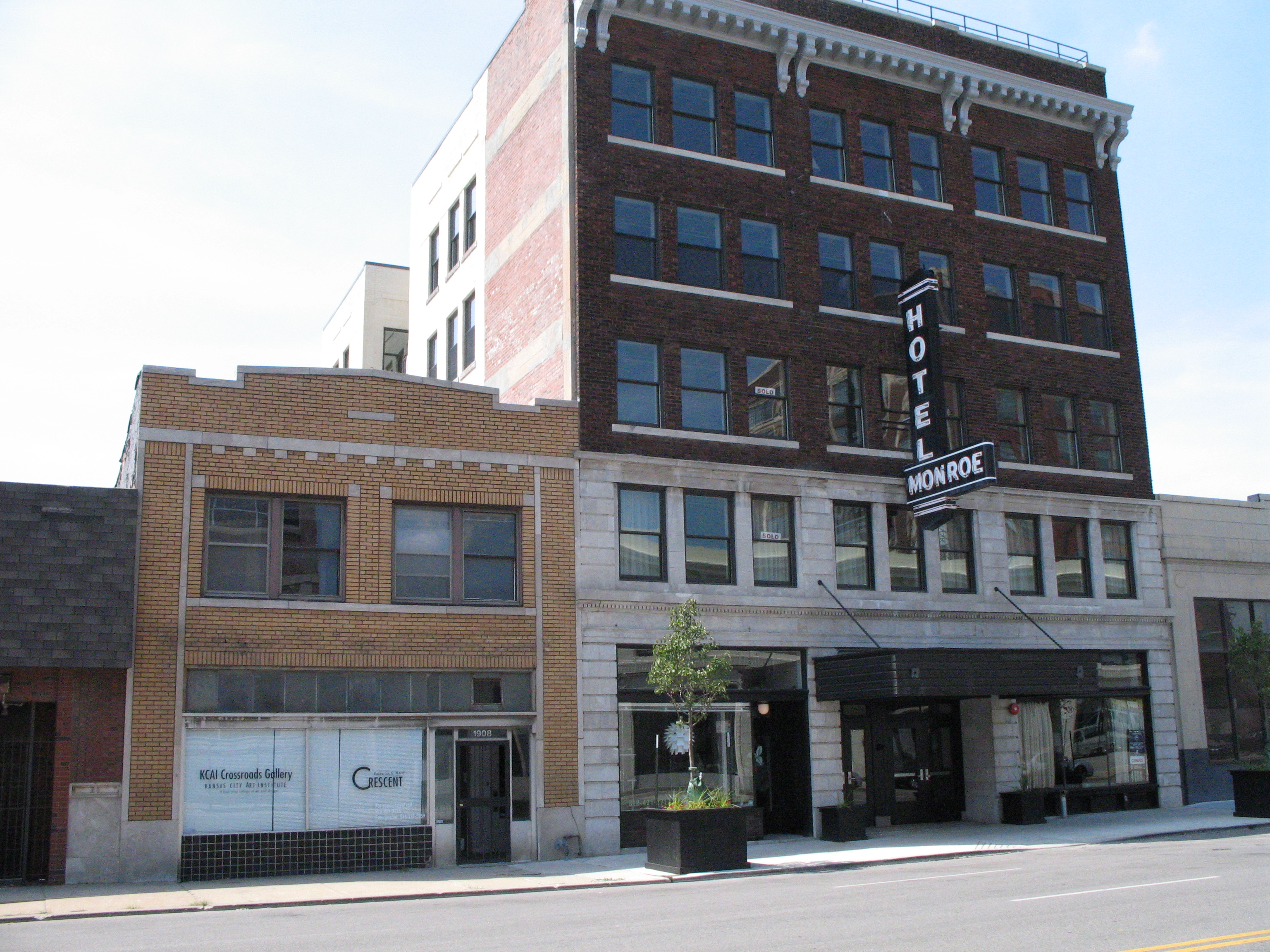
1908 Main Street: Vom ersten Stock des gelben Hauses aus hielt Pendergast die Fäden in der Hand

Kansas City im Bundesstaat Missouri war ein Handelszentrum und eine reiche Stadt. Von 1911 bis 1938 gab dort der korrupte Geschäftsmann und Politiker Tom Pendergast den Ton an: Er kontrollierte den Alkoholschmuggel und die Nachtlokale ebenso wie die städtischen Einrichtungen, zum Beispiel die Polizei. Seine eigene Zementfabrik nutzte er für ein groß gefördertes „soziales“ Arbeitsbeschaffungsprogramm und verdiente daran. Ebenso hatte er seine Partei (Demokraten) im Jackson County fest in der Hand. Die von ihm gesteuerte Regierung war sozial, wenn auch aus wahltechnischen Gründen, und glitt gegen Ende in die Kriminalität ab.
Täglich suchten hunderte von Händlern – mit landwirtschaftlichen Waren – in Kansas City nach dem Geschäft das Vergnügen, das auch im Schwarzenviertel Ecke 18th and Vine angeboten wurde. In der Gegend um die Ecke 18th Street / Vine Street und in der 12. Straße befanden sich die meisten Clubs und Theater. Diese bildete für das kulturelle Leben eine vollständige lebensfähige Einheit, ähnlich der Basin Street in New Orleans oder der 52. Straße im New York des Bebop. Kansas City zählte zu dieser Zeit eine halbe Million Einwohner, davon 10 bis 15 % Afroamerikaner. 1939 wurde Pendergast wegen einer Steuerhinterziehung in Höhe einer halben Million Dollar ins Gefängnis gesteckt. Dieser Betrag entsprach nach Arrigo Polillo nicht der eigentlichen zu versteuernden Summe, die höher gewesen sein könnte, weil seine legalen Geschäfte schon Milliardenumsätze brachten. Pendergast ließ sich auch mit der lokalen Mafia, Johnny Lazia, ein. Sogar Wahlbetrug wurde ihm nachgesagt.

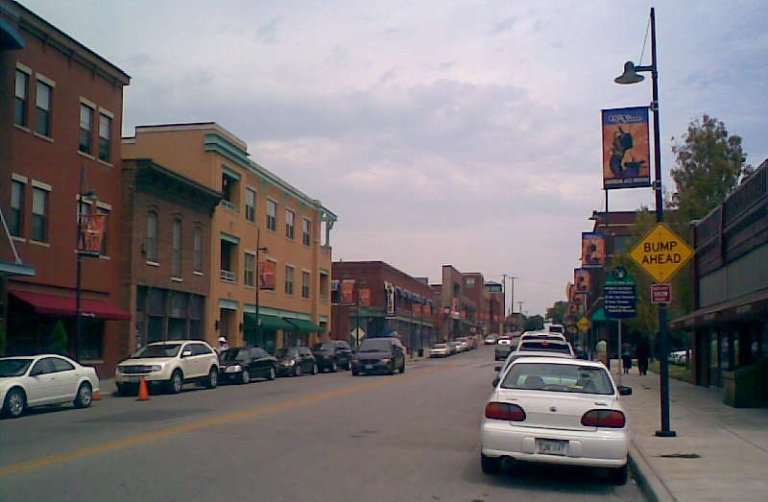
In der 18. Straße fehlen nur die Leuchtschilder der Clubs und die Oldtimer um als Originalschauplatz die Kulisse in Altmans Film Kansas City zu bilden

Jazzmusiker mussten im Kansas City von Tom Pendergast zunächst keinen Hunger leiden und hatten gute Verdienstmöglichkeiten. Beispielsweise konnte sich Moten 1922 zu seiner zweiköpfigen Rhythmusgruppe, drei Bläser halten. Moten saß am Klavier und bildete mit einem Schlagzeuger die Rhythmusgruppe. Die Bläsergruppe bestand aus Posaune, Kornett und Saxophon bzw. Klarinette. Es hielten sich dort viele Musiker nach beendeten Tourneen auf und suchten neue Arbeit. Die Zahl der in Local 627 organisierten Musiker stieg zwischen 1927 und 1930 von 87 auf 347 Mitglieder. Ab 1933 wurde die Depression selbst in Kansas City ein Problem für die Musiker, und besonders die großen Bands, die nach erfolglosen unterbezahlten Tourneen auch in Kansas City nicht mehr genug verdienen konnten. Oft verließen die Musiker ihre Bands ohne Engagement, oder eine Band musste sich ganz auflösen, wie die Blue Devils.
Als die besten Lokale galten das Sunset und der Subway Club, die beide von dem Afroamerikaner Piney Brown geführt wurden, dem gute Jazzmusiker gefielen. Reno hieß der wichtigste Club; er hatte eine kleine Galerie, auf der man die Band gut hören konnte und umsonst das Marihuana der ungehindert rauchenden Musiker inhalieren konnte.  Der Reno Club war unterteilt und trennte die Tanzfläche, die Bar und das Restaurant, das es für weiße und für schwarze Besucher gab. Aus dem Reno Club wurden Radioübertragungen gesendet, es fanden Jamsessions statt. Die Bands von Moten, McShann mit Dee Stuart oder Basie hatten dort Engagements. Der Club wurde Ende 1938 wegen Steuerhinterziehung geschlossen.
Die Bands aus Kansas City waren in den restlichen USA zunächst unbekannt, da die Plattenindustrie selten mobile Aufnahmeteams in den Süden und nach Kansas City schickte. So reiste die Band von Eddie Kuhn (mit dem Saxophonisten Loren McMurray) zu Aufnahmen nach New York. Lediglich das Bennie Moten Orchestra war überregional bekannt. An Motens frühen Aufnahmen kann man die starke Bluestradition (zum Beispiel Crawdad Blues, Tulsa Blues) in Kansas City hören. Obwohl er mit seinem Stil in New York Erfolg hatte, baute er ihn nicht weiter aus, sondern veränderte ihn in Richtung der stilistischen Swing-Variante der Band von Fletcher Henderson.

## Die Bands und der Stil
Die Bands aus Kansas City hatten einen raueren Stil als diejenigen in New York und ein wenig überspanntes Publikum. Count Basie brachte im Moten Orchester Bluesiges in das Arrangement nach dem Vorbild der Blue Devils ein („Einmal ein Blue Devil immer ein Blue Devil.“) Die Erfordernisse der Shows und der Musikindustrie waren in Kansas City nicht so stark wie in New York, wo exotische Emotionen bei Dschungelgeräuschen gesucht wurden. Das Publikum in Kansas City wollte sich amüsieren, tanzen und sich etwas antrinken. Die Musiker konnten spielen, wie sie wollten, obwohl eine Richtung der Musik von Bands, die außerhalb der Stadt bekannt waren, wie das Moten Orchester,
aufgezeigt wurde und der Stil nicht provinziell blieb. Der Anspruch an die Musik war, etwas auszudrücken, Frust, Ärger, Freude oder Traurigkeit; gelang es ihr nicht, musste sie verändert werden oder wurde verworfen.
Für den Übergang von den auswendig gespielten Headarrangements zu den aufgeschriebenen Arrangements im Zeitraum 1926–1929 gibt es konkrete Vorfälle zu berichten. Mary Lou Williams war durch ihre Arrangements wesentlich am Erfolg von Andy Kirks Band beteiligt. Jesse Stones Band schlug 1926 in einer „battle“ Moten und Lee, worauf Lee ihn bald in seine Band als Arrangeur nahm. Nach der verlorenen „battle“ Lee (mit Stones Arrangements) gegen Moten 1929, ließ Moten Basie und Eddie Durham für seine Band arrangieren.
Im Bennie Motens Orchester wurden die Riffs zwischen den Blechbläsern und Holzbläsern abwechselnd Schlag auf Schlag hin- und hergeworfen und mit Präzision zu einem Höhepunkt gesteigert, der zuallererst den rhythmisch antreibenden Erfordernissen unterzuordnen war. Dafür kamen die Gitarre ins Orchester und der Bass fing an zu laufen. Die Saxophonisten bevorzugten einen trockenen Ton und hatten ein langsameres Vibrato als diejenigen an der Ostküste.
Die Riffs waren rhythmisch und melodisch markante zwei- oder viertaktige taktige Motive (Tonfolgen), die, über den Harmonien des Chorus auf verschiedenen Stufen versetzt, von Bläser- und Rhythmusgruppe über ganze Abschnitte hin – oft als Antwortspiel oder Gegenpart zum Solo – unablässig wiederholt wurden. (Ein Chorus entspricht dabei einem Durchlauf durch die Liedform des gespielten Stückes.)

## Die Blues Shouter
Der Bluesgesang der Stadt nannte sich Blues Shout, die Sänger waren Bluesschreier oder -rufer, die Blues Shouter. Die Tradition ist ähnlich den Jubilee und Sermon Predigten, mit einem wuchtigen Ton, und ist fröhlicher als der schwermütige, tiefsinnige und bedrückte ländliche Blues.
Big Joe Turner, der „Blues Boss“, stellte sich auf der Straße neben einen blinden Bluesgitarristen und begann zu singen. Er überredete den Pianisten Pete Johnson, mit ihm im Duo zu spielen und war mit dem Blues Shout recht erfolgreich. Turner hatte später Rhythm-and-Blues-Hits, unter anderen: „Chains of Love“, „Chill is on“, „Corrine, Corrina“ und „Shake, Rattle and Roll“, das kurze Zeit später von Bill Haley und Elvis Presley gecovert wurde.
Ebenso setzt sich die Boogie-Tradition deutlich von der Chicagos ab. Der Ragtime war in Kansas City populär, zum Beispiel durch Blind Boone (* 1864, † 1927) einen Konzertpianisten, der einen einfachen Ragtime spielte und lehrte, und den Komponisten James Scott, der im Eblon und Lincoln Theater Bands dirigierte. Auf diese Weise begann sich eine eigene gerade Synkopierung in Kansas City auszubilden. Johnson spielte Stride Piano, Shout Piano und ländliche Stile vom „skiffle“ bis zum pulsierenden Boogie Woogie. Basie bewunderte ihn und nahm sein Vorbild auf. In seinen Anfangsjahren spielte Basie aggressiver und legte sich auf Competitions mit vielen Künstlern an. Diese Auseinandersetzung mit anderen Künstlern war für seine Arbeit in Kansas City eine gute Voraussetzung. Seinen sparsamen Stil entwickelte er später. Die rhythmische Disziplin von Boogie und Stride festigte Basies Konzept des Jazzrhythmus, als er den Blues in die Orchesterarrangements aufnahm. Die ganze über Basie hinausgehende Entwicklung befreite den Blues von dem Eindruck, er sei anderen Stilen unterlegen. Der Ausdruck des Blues erweiterte sich in dieser Zeit stark, durch das Beispiel vieler Musiker, viele Bluesstile konnten aufgegriffen, erweitert und verarbeitet werden.
Pete Johnson spielt im Boogie-Blues Stride-Bass in Dezimen mit dazwischen liegenden Quinten (oder ohne sie) und hat rhythmisch völlig anders organisierte Bassfiguren für den Boogie, als sie herkömmlich und aus Chicago bekannt sind. Auf Boogie-Kompilationen zusammen mit den Chicagoern Albert Ammons und Meade Lux Lewis kann man das hören. Teils klingt eine Einleitung von ihm wie reine klassische Musik, die mühelos den Übergang zu Turners Bluesgesang findet, ohne dazwischen in Boogie-Phrasendrescherei abzugleiten.
Mary Lou Williams war ein lebendiges Beispiel für diese Zusammenfassung der Stile. Sie beherrschte Boogie Woogie, Blues, Swing, Bebop und andere Stile. Ihre Erfahrung legte sie in einer kurzen Geschichte des Jazz sogar einmal vor dem amerikanischen Präsidenten Jimmy Carter dar. Sie beeinflusste einige Bebopmusiker und arrangierte für Duke Ellington, der sie schätzte.

## Territory Bands

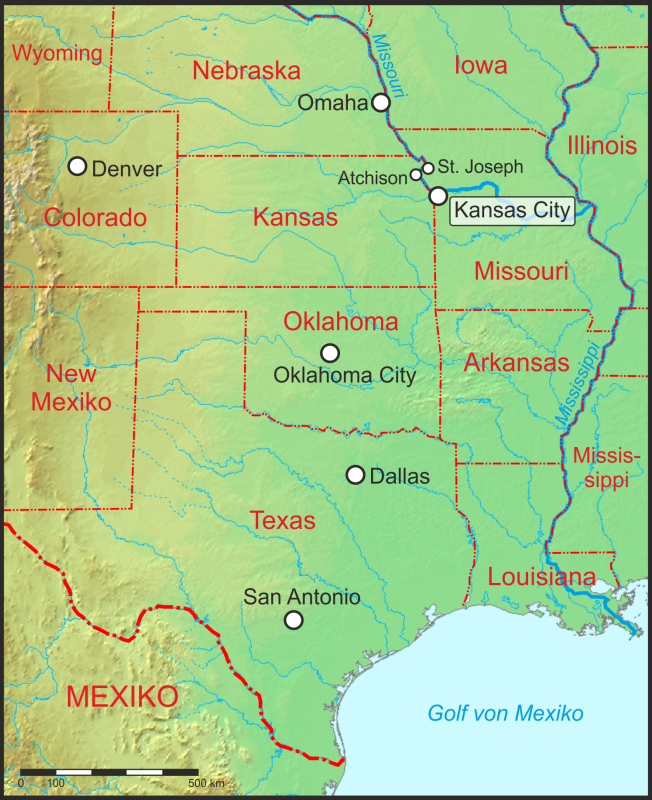
Verbreitung und Zentren des Kansas-City-Jazz. Der „Südwesten“ der USA.

Kansas City war ein Zentrum, das von den regionalen „Territory Bands“ des Südwestens der USA besucht wurde. Diese Bands waren in kleinen Städten angesiedelt und reisten in One Nightern (Jobs für eine Nacht) um diese Ausgangsorte herum, wobei sie oft täglich mehrere hundert Kilometer zwischen den Auftritten zurücklegten. Die Bandleader verteidigten eifersüchtig ihr Gebiet. Wenn ein Bandleader in der Einflusssphäre eines anderen Musikers spielen wollte, musste er ihn um Erlaubnis fragen. Diese Bands besaßen oft für Auftritte und Jobs in der „Provinz“ eine Art Monopol; sie beschleunigten die Entwicklung des Kansas-City-Stils durch harten Konkurrenzkampf. In den späten Zwanzigern kamen immer mehr Territory Bands nach Kansas City; die Einflusssphären der Bands überschnitten sich, die Auswahl an Musikern und der Austausch der Musiker wurde größer. Entscheidungen über die Beliebtheit und Wirksamkeit einer Band wurden in den „battles“ vor Publikum gesucht.

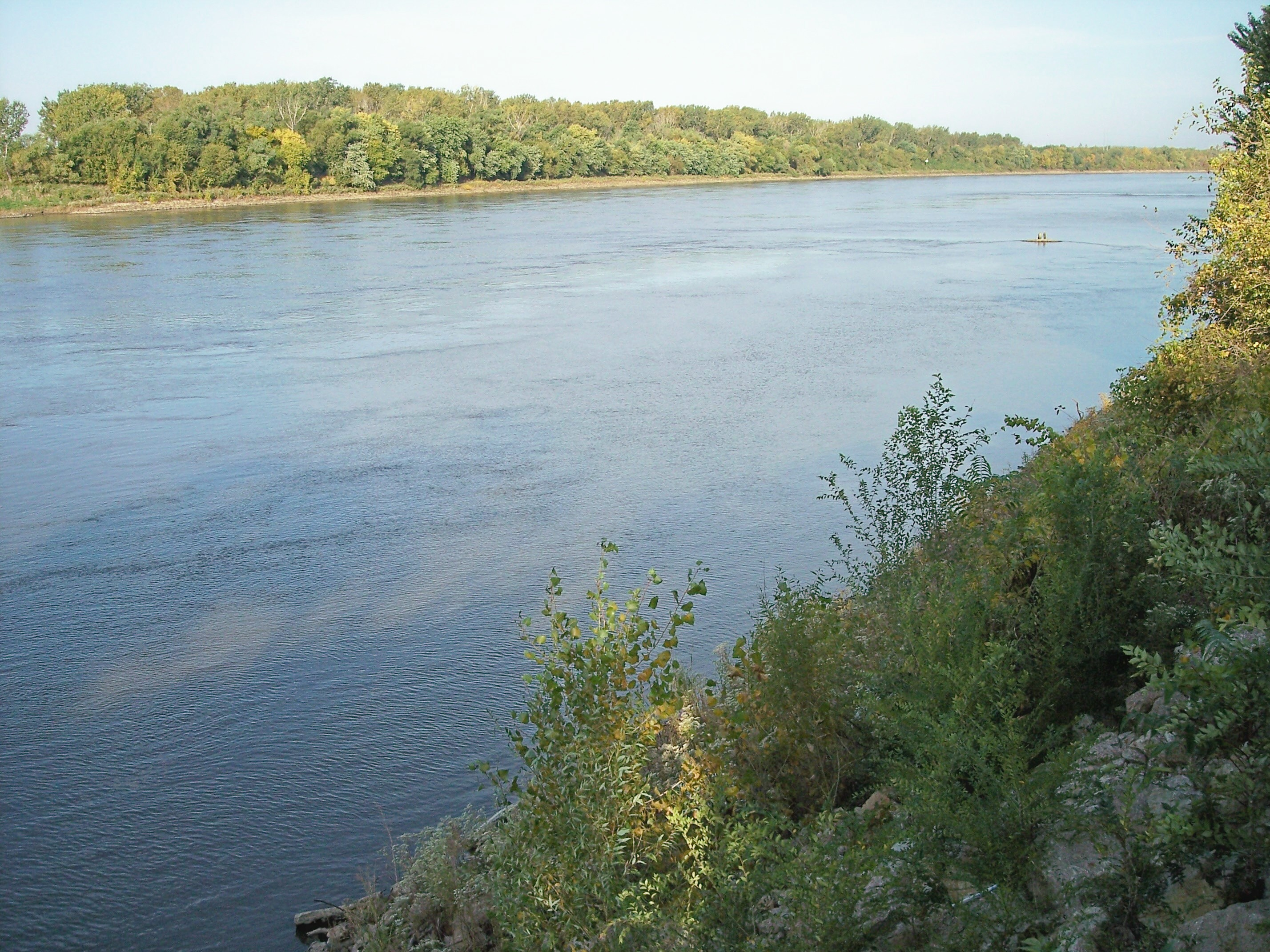
Der Missouri in St. Joseph, 70 Kilometer nördlich von Kansas City

Sonntag, den 18. April 1929 zum Beispiel stach George Ewing Lees Band Bennie Motens in einer „battle of the bands“ in St Joseph, Missouri, vor 4000 Besuchern in deren Gunst aus, weil er die besseren Arrangements von Jesse Stone hatte. Das führte dazu, dass Moten Bill Basie und Eddie Durham in die Band aufnahm, um die Arrangements zu verbessern und die Band besser zu organisieren. Mit Moten hatte die Band schon einen Pianisten, weshalb Basie, um als „Arrangeur“ in die Band zu kommen, Durham etwas am Klavier vorgespielt hatte, das der dann arrangieren sollte.
Territory Bands waren zum Beispiel die Alphonso Trents Band in Texas und diejenige von Troy Floyd um San Antonio, die nur wenige Aufnahmen machten, die jedoch Floyds Band nicht gerecht wurden. Die Blue Devils kamen in der Gegend um Oklahoma herum: Walter Page hatte in seiner Band Musiker wie Jimmy Rushing, Count Basie, Buster Smith und Hot Lips Page. Weitere Bands waren George Ewing Lee and His Novelty Singing Orchestra, in Kansas City, der ab 1927 ein Jahr in Oklahoma City und dann im Südwesten spielte, Harlan Leonard and his Rockets auch in Kansas City, Lloyd Hunter in Omaha und Don Albert in San Antonio. Andy Kirk and the Twelve Clouds of Joy kamen aus Oklahoma City (nach Dallas), das George Morrison Orchestra aus Denver, Jesse Stone and His Blues Serenaders aus Atchison (Kansas).
Die Union Local 627 veranstaltete einen jährlichen Musikerball und 1929 ein Benefizkonzert mit sechs Territory Bands, um Geld (50 Cent Eintritt) für das neue Gewerkschaftsgebäude zu sammeln. Sechs Bands spielten in der völlig überfüllten Paseo Hall vor rund 2200 Menschen von früh abends bis früh morgens. Das Publikum inspirierte die Bands zu immer neuen Höhepunkten. Neben den bekannteren Bands von George E. Lee, Bennie Moten, Andy Kirk und Walter Page spielten Paul Bank’s Rhythm Aces und George Wilkerson and his Musical Magnets.

## Jamsessions
Wichtig waren die Jamsessions zwischen 1933 und 1936, auf denen sich die Musiker entwickeln konnten, ohne von Produzenten verheizt zu werden. Die besten Musiker der Stadt, alles Schwarze, fühlten sich verpflichtet daran teilzunehmen und setzten Ruf und Ehrgeiz aufs Spiel um sich mit anderen Musikern und Neulingen zu messen und zu improvisieren.
Kansas City war der Endpunkt vieler TOBA-Vaudeville-Tourneen für ein ausschließlich afroamerikanisches Publikum, an denen auch Jazzbands beteiligt waren. Eine der berühmtesten Jamsessions, von denen einige erinnert werden, ist die von 1934 als Coleman Hawkins, der mit der durchreisenden Fletcher Henderson Band in der Stadt war, gegen Lester Young, Ben Webster und Herschel Evans antrat und verlor. Er steigerte sich so hinein, dass er die Abreise der Fletcher Henderson Band verpasste und in der Verfolgungsjagd ihr hinterher seinen neuen Cadillac kaputtmachte. Count Basie bestritt die Dramatik dieser Session; es sei immerhin etwas Besonderes gewesen, dass Hawkins sein Saxophon geholt hatte und mitspielte, was er sonst nie getan habe.
Gerade die Rhythmusgruppe der Jamsessions zeigte, da sie ununterbrochen spielte, Ermüdungserscheinungen. So wurde Mary Lou Williams für die oben erwähnte Jamsession um vier Uhr nachts herausgeklopft, um wieder einzuspringen. Sammy Price berichtete, wie er, nachdem er um 22 Uhr nach Hause sich umziehen gegangen war, um 1 Uhr, als er wieder zur Session kam, feststellte, dass sie dasselbe Stück wie drei Stunden zuvor spielten und durchgängig gespielt hatten.
Die Jamsessions fanden natürlich mit ständig wechselnden Bläsern statt, weshalb dort die auswendig gespielten Riffs und Headarrangements zum Einsatz kamen. Erst im weiteren Verlauf der Entwicklung wurden Arrangements aufgeschrieben. Die Jamsessions in der Auseinandersetzung mit nationalen Jazzgrößen waren ein Grund, warum der Kansas-City-Stil nicht lokal blieb.
An den Sessions nahmen die Bennie Moten-Musiker und die Musiker von Andy Kirks Clouds of Joy, die mit den Arrangements von Mary Lou Williams berühmt wurden, teil. Hinzu kamen Solisten der Territory Bands, Musiker regionaler Bands des Südwestens der USA. Man konnte auf solchen Sessions gleichzeitig den jungen Charlie Parker, Sammy Price, Hot Lips Page, Jo Jones, Dick Wilson, Buster Smith, die oben erwähnten und Mary Lou Williams antreffen. Manche Bassisten pilgerten mit geschultertem Bass von der benachbarten Stadt Kansas City im Bundesstaat Kansas zu den Sessions.
Jedoch verdienten die Musiker auf den Jamsessions kein Geld.

## Auftrittsorte
Für Tanzbands und Blues Shouters gab es verschiedene Möglichkeiten aufzutreten.
Im 18th and Vine Bezirk gab es einige große Tanzsäle und große jährliche Umzüge am Tag der Arbeit.
Der Labor Temple bot bei Tanzveranstaltungen für 2000 Mann Platz. In so einem Umfeld fanden die „battles“ zwischen den Bands statt.
Das Lincoln Theatre mit afroamerikanischer Organisation war Mitglied bei der TOBA, dem Buchungsverband der Theaterbesitzer, und zeigte Vaudeville und Blues Shouters.
Das Eblon Theatre öffnete 1923 bot 1000 Leuten Platz, 1928 wurde das Orchester durch eine Orgel ersetzt, auf der Basie spielte. 1933 wurde es umgebaut in den Cherry Blossom Club, einen protzigen Nachtclub. Der 1928 geöffnete Pla-Mor Ballroom, war einer der ersten Veranstaltungsorte, der eine afroamerikanische Band, die Chauncy Downs and his Rinkey Dinks (1927–1929), an einem „weißen“ Veranstaltungsort auftreten ließ.
Diese großen Veranstaltungsorte waren vor allem für die Big Bands als Einnahmequelle wichtig.
Paseo Hall öffnete 1924. Bennie Moten managte sie mit einem Programm für Afroamerikaner. Die Paseo Hall hatte einen riesigen Tanzboden und Platz für ungefähr 2000 Menschen. Fletcher Henderson und Duke Ellington schlossen ihre Tourneen dort mit Auftritten montagabends ab (und von den Kansas-City-Bands wurde ihre Arrangiertechnik als Vorbild übernommen). Ebenso wurde dort beispielsweise Fasching gefeiert. 1941 wurde sie an eine Kirche verkauft und in einen Hörsaal umgebaut.
Ab 1931 bis 1933 wurden Film und Rundfunk immer wichtiger, weil in der Depression die Plattenaufnahmen abnahmen und die Radioempfänger vergleichsweise preisgünstig zu erwerben waren. Zum Beispiel hörten Lester Young und John Hammond Count Basie im Radio, und Lester Young nahm Kontakt zu ihm auf. Jedoch hatten auch viele Sender eine nur lokale Reichweite; die Musiker versuchten möglichst bei den Sendern zu spielen, die landesweit ausgestrahlt wurden.
Weiter brachte die TOBA ständig Musiker durch die Stadt, Blues Shouters, Komödianten, Tänzer und besondere Aufführungen.
Der Blues, der zuerst an Straßenecken und Fronteingängen gespielt wurde, fand als Urban Blues als erstes den Weg in die Kleinkunstbühnen, Restaurants, Varietés und Nachtclubs. Geld war in den Clubs durch Alkoholausschank während der Prohibition (1919–1933), „Steuererleichterung“ in der Weltwirtschaftskrise (1929), das Glücksspiel und Wetten vorhanden. Diese Clubs waren für kleinere Bands als Einnahmequelle wichtig. Count Basie und Jimmy Rushing traten dort nach der Arbeit in den größeren Bands gerne auf. Während Rushing „offiziell“ Balladen sang, sang er hier den Blues.

## Ende und Auswirkungen
Der Betrieb in Kansas City erlahmte bis 1940. Einerseits nahm 1938 vor allem John Hammond zahlreiche Musiker unter Vertrag, die Kansas City verließen, wie das Count Basie Orchestra. Andererseits ging die Ära Pendergast zu Ende, 1938 beendete der neue Gouverneur das Laster und die Korruption. Die Razzien machten die Musiker arbeitslos und die guten Verdienstmöglichkeiten hörten auf.
1938 kam eine Welle von Musikern nach New York, etwas später in einem zweiten Schub Charlie Christian und Charlie Parker, die nicht mehr den Swing, sondern den Bebop beeinflussten.
Die Bluestradition brachte sich nach dieser Zeit in den Rhythm and Blues ein. Die Jazztradition aus Kansas City wurde unbemerkt in den gesamten Jazz eingearbeitet. Bei Count Basie und Jay McShann zum Beispiel hört man in späteren Aufnahmen nach 1940 den Kansas-City-Stil der früheren Zeit teils noch direkt und unverarbeitet. Bei Mary Lou Williams und Charlie Parker hört man ihn nicht mehr, aber beide arbeiten weiter viel mit dem Blues.

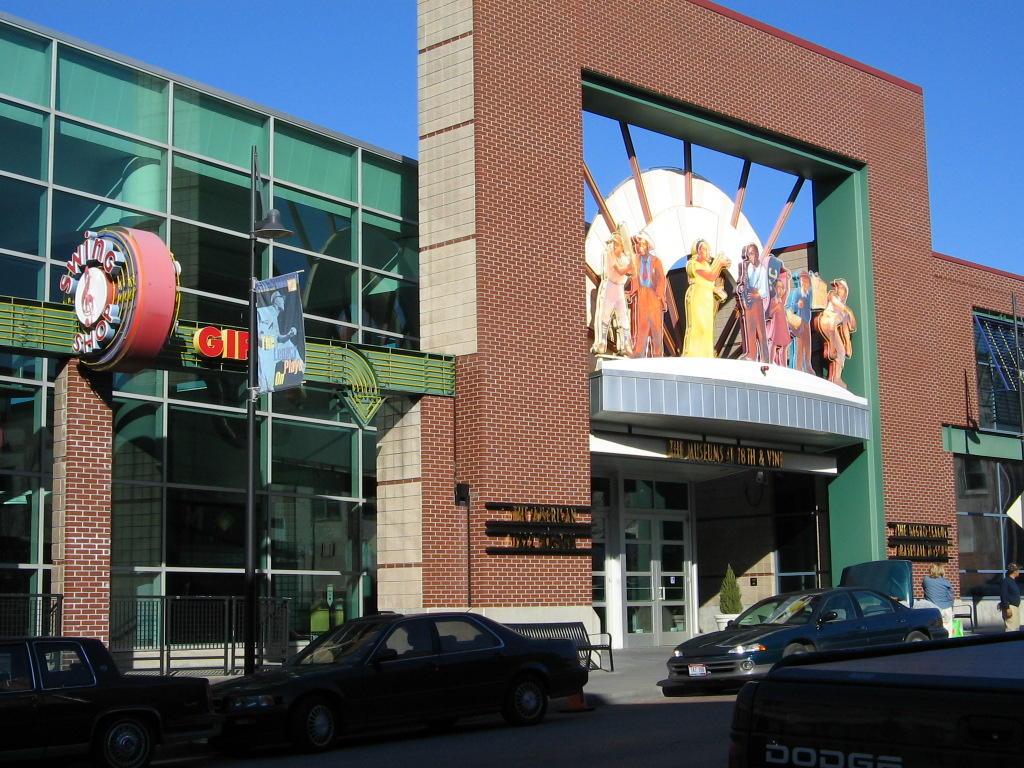
Das American Jazz Museum im 18th and Vine Historic District

Die Ära Pendergast in Kansas City war legendär („Wenn ihr die Sünde kennenlernen wollt vergesst Paris, geht nach Kansas City“ schrieb ein Journalist) und wurde von Robert Altman 1996 in dem Film Kansas City verfilmt. Nach eigenen Angaben kannte er die Stimmung aus seiner Jugend und versuchte sie, mit großer Mithilfe zeitgenössischer Jazzmusiker, einzufangen. In seinem Film sind drei Handlungsstränge verflochten: Die Musik, Pendergast und die Mafia, und eine Kleingangstergeschichte mit Personenstudien unter anderem zum Umfeld von Charlie Parker. Aufschlussreich ist die Szene von für Schnaps und ein paar Dollar gekauften falschen Wählern, die aus dem Umland mit Lastwagen zur Wahl herbeigekarrt werden. Fassaden, die für den Film an Originalplätzen aufgebaut wurden, standen bis Ende der 1990er.
Bruce Ricker drehte 1980 den Dokumentarfilm The Last of the Blue Devils, in dem viele Beteiligte von damals zu Worte kommen.
1997 wurde das American Jazz Museum in Kansas City gegründet. Noch immer besteht die Vereinigung Kansas City’s Local 627, the African-American Musicians Union, die schon 1917 gegründet wurde. Sie ist jetzt unter dem Namen Mutual Musicians Foundation bekannt, befindet sich aber wie einst im historischen 18th and Vine District von Kansas City, Missouri, an der Highland Avenue 1823. Am 25. August 2005 wurde der von Leiber/Stoller komponierte Millionenseller Kansas City vom Stadtrat zum offiziellen Song der Stadt gewählt.